# Real Life (Evermore)
Real Life è il secondo album in studio del gruppo musicale neozelandese Evermore, pubblicato nel 2006.

## Tracce
1. Real Life – 4:36
2. Running – 4:23
3. Light Surrounding You – 3:51
4. Unbreakable – 3:28
5. Morning Star – 3:15
6. Never Let You Go – 4:16
7. My Guiding Light – 4:07
8. Afloat – 5:28
9. The Great Unknown – 4:29
10. The Only One I See – 5:02
11. Inside of Me – 4:30
12. Goodnight Is Not the End – 2:32

## Formazione
- Jon Hume – voce, chitarra, percussioni
- Peter Hume – tastiera, pianoforte, basso, voce
- Dann Hume – batteria, percussioni, chitarra, voce